# Municipalità locale di Ephraim Mogale
La municipalità locale di Ephraim Mogale (in inglese Ephraim Mogale Local Municipality) è una municipalità locale del Sudafrica appartenente alla municipalità distrettuale di Sekhukhune, nella provincia del Limpopo. Fino al 2010 era nota con la denominazione di Greater Marble Hall, dal nome del suo capoluogo, Marble Hall.
Il suo territorio si estende su una superficie di 1.909 km² ed è suddiviso in 14 circoscrizioni elettorali (wards). Il suo codice di distretto è LIM471.

## Geografia fisica

### Confini
La municipalità locale di Ephraim Mogale confina a nord con quella di Lepele-Nkumpi (Capricorn), a nord e a est con quella di Makhuduthamaga, a sud con quella di Elias Motsoaledi, a ovest con quelle di Dr J.S. Moroka (Nkangala/Mpumalanga) e Mookgopong (Waterberg).

### Città e comuni
- Elandskraal
- Greater Marble Hall
- Hereford
- Marble Hall
- Matlala
- Moganyaka
- Mokerong
- Moutse 1
- Nebo
- Potgietersrus
- Rahlangane
- Tompi Seleka
- Van der Merwe's Kraal

### Fiumi
- Gamakatle
- Gemsbokspruit
- Moses
- Motsephiri
- Olifants
- Puleng

### Dighe
- Makotswane Dam
- Lola Montes Dam